# Peggy Thompson
 (mars 2021).
Si vous disposez d'ouvrages ou d'articles de référence ou si vous connaissez des sites web de qualité traitant du thème abordé ici, merci de compléter l'article en donnant les références utiles à sa vérifiabilité et en les liant à la section « Notes et références ».
 (mars 2021).
La mise en forme du texte ne suit pas les recommandations de Wikipédia : il faut le « wikifier ».
Les points d'amélioration suivants sont les cas les plus fréquents :
- Les titres sont pré-formatés par le logiciel. Ils ne sont ni en capitales, ni en gras.
- Le texte ne doit pas être écrit en capitales (les noms de famille non plus), ni en gras, ni en italique, ni en « petit »…
- Le gras n'est utilisé que pour surligner le titre de l'article dans l'introduction, une seule fois.
- L'italique est rarement utilisé : mots en langue étrangère, titres d'œuvres, noms de bateaux, etc.
- Les citations ne sont pas en italique mais en corps de texte normal. Elles sont entourées par des guillemets français : « et ».
- Les listes à puces sont à éviter, des paragraphes rédigés étant largement préférés. Les tableaux sont à réserver à la présentation de données structurées (résultats, etc.).
- Les appels de note de bas de page (petits chiffres en exposant, introduits par l'outil «  Source ») sont à placer entre la fin de phrase et le point final[comme ça].
- Les liens internes (vers d'autres articles de Wikipédia) sont à choisir avec parcimonie. Créez des liens vers des articles approfondissant le sujet. Les termes génériques sans rapport avec le sujet sont à éviter, ainsi que les répétitions de liens vers un même terme.
- Les liens externes sont à placer uniquement dans une section « Liens externes », à la fin de l'article. Ces liens sont à choisir avec parcimonie suivant les règles définies. Si un lien sert de source à l'article, son insertion dans le texte est à faire par les notes de bas de page.
- La présentation des références doit suivre les conventions bibliographiques. Il est recommandé d'utiliser les modèles {{Ouvrage}}, {{Chapitre}}, {{Article}}, {{Lien web}} et/ou {{Bibliographie}}. Le mode d'édition visuel peut mettre en forme automatiquement les références.
- Insérer une infobox (cadre d'informations à droite) n'est pas obligatoire pour parachever la mise en page.

Pour une aide détaillée, merci de consulter Aide:Wikification.
Si vous pensez que ces points ont été résolus, vous pouvez retirer ce bandeau et améliorer la mise en forme d'un autre article.
Pour les articles homonymes, voir Thompson.
Peggy Thompson est une scénariste, productrice, dramaturge et professeure canadienne. Elle est connue pour les films The Lotus Eaters et Better Than Chocolate.

## Formation
Peggy Thompson est née à Vancouver et a grandi entourée d'une famille de lecteurs. Diplômée de Point Grey Secondary School en 1972, elle étudie le théâtre et le cinéma à l'Université de la Colombie-Britannique.
Elle travaille comme actrice, metteuse en scène et scénariste de pièces radiophoniques dès le milieu des années 1970, avant de commencer à écrire pour la télévision avec la comédie The Beachcombers (en) diffusée par la CBC.

## Carrière universitaire et engagement
Peggy Thompson est professeur émérite associé du département d'écriture créative de l'Université de la Colombie-Britannique depuis 2016. Elle y enseigne l'écriture de scénarios.
Elle donne d'ailleurs son nom à la Peggy Thompson Film Research Collection, un fonds d'archives cinématographiques comprenant notamment 686 photographies et 406 affiches.
Elle est actuellement vice-présidente du comité de promotion de l'association Women in Film + Television Vancouver, réélue le 24 septembre 2019.

## Influences et inspirations
Peggy Thompson déclare tirer son inspiration d'expériences personnelles et être influencée par des réalisateurs tels Bill Forsythe et François Truffaut.
Je crois que cela donne au travail une impression d'authenticité. L'art du storytelling consiste à faire en sorte que l'histoire semble avoir réellement eu lieu, ou qu'elle est en train d'avoir lieu, ou qu'elle pourrait nous arriver.
Elle décrit également son processus d'écriture comme initié par un lieu, par exemple Gulf Island pour The Lotus Eaters ou la librairie de Better Than Chocolate. Elle construit ses histoires autour des impressions que ce lieu lui apporte.

## Filmographie

### Longs-métrages
- 1993 : The Lotus Eaters : scénariste et co-productrice
- 1999 : Better than Chocolate : scénariste et coproductrice
- 2002 : Saint Monica : productrice
- 2013 : Lucille's Ball : superviseuse de production

### Courts-métrages
- 1986 : Gabe's Armie : scénariste
- 1986 : It’s a Party! : scénariste et coproductrice
- 1988 : Bombs Away : scénariste
- 1989 : In Search of the Last Good Man : scénariste et coproductrice
- 1996 : Broken Images, the Photography of Michelle Normoyle : réalisatrice et productrice
- 2014 : Sacrifice : productrice exécutive
- 2015 : Chanterelle Rain : productrice

### Documentaires
- 2006 : The Oldest Basketball Team in the World : productrice exécutive
- 2015 : Bearded Ladies: The Photography of Rosamond Norbury : productrice exécutive

### Télévision
- 1998 : Da Vinci's Inquest, épisode 5 saison 1 de Known to the Ministry : scénariste
- 1998 : Weird Homes : scénariste
- 2000 : Big Sound : scénariste
- The Beachcombers[Quand ?] : scénariste

## Récompenses principales
- 2016 : Bearded Ladies; The Photography of Rosamond Norbury Meilleur film documentaire canadien, au Female Eye Film Festival de Toronto.
- 2015 : Chanterelle Rain, Legacy Award, Women In Film Festival, Vancouver
- 2004 : Prix d'excellence pour l'intégralité de sa carrière "pour contributions exceptionnelles à l'industrie du cinéma et de la vidéo" décerné par l'association Women in Film and Television Vancouver.
- 2003 : Saint Monica, Cultural Expressions Award – Best Narrative Feature Film, Sarasota Film Festival.
- 1999 : Femme de l'Année, partagé avec la productrice Sharon McGowan (en), décerné par l'association Women in Film and Television Vancouver
  - Better than Chocolate, Millivres Audience Award au London Lesbian and Gay Film Festival.
  - Better than Chocolate, Audience Award, Best Feature Film au festival Inside Out de Toronto.
  - Better than Chocolate Audience Award Best Feature Film, Philadelphia Gay and Lesbian Film Festival.
  - Better than Chocolate Finaliste du prix du Meilleur Film Indépendant aux GLAAD Awards.
- 1993 : The Lotus Eaters, 3 Genie Award dont celui du Meilleur Scénario Original
- 1990 : In Search of The Last Good Man, Genie Award du Meilleur Court-Métrage dramatique